# Kaposvári Rákóczi FC
 (décembre 2023).
Si vous disposez d'ouvrages ou d'articles de référence ou si vous connaissez des sites web de qualité traitant du thème abordé ici, merci de compléter l'article en donnant les références utiles à sa vérifiabilité et en les liant à la section « Notes et références ».
Maillots
Dernière mise à jour : 12 avril 2011.
Le Kaposvári Rákóczi FC est un club de football hongrois basé à Kaposvár, nommé ainsi en l'honneur de François II Rákóczi, prince hongrois célèbre pour sa guerre d'indépendance (1703–1711) et son opposition aux Habsbourg.

## Historique
- 1923 : fondation du club